# Жаксыкылыш (озеро)
Жаксыкылыш — бессточное солёное озеро на территории Аральского района Кызылординской области Казахстана, к северо-востоку от Аральского моря, между песками Приаральские Каракумы и посёлком Жаксыкылыш, на высоте 48,1 м над уровнем моря. Площадь — 74,5 км². Летом озеро пересыхает. Ведётся добыча поваренной соли («Аралтуз», ранее «Аралсоль»).